# Ministère de l'Agriculture, de la Pêche et de l'Alimentation
Le ministère de l'Agriculture, de la Pêche et de l'Alimentation (Ministry of Agriculture, Fisheries and Food, MAFF) était un service du gouvernement du Royaume-Uni créé par la Board of Agriculture Act 1889 (52 & 53 Vict. c. 30). 
À l'époque appelé le Conseil de l'Agriculture (Board of Agriculture), il devient à partir de 1903 le Conseil de l'Agriculture et de la Pêche (Board of Agriculture and Fisheries), et à partir de 1919, le ministère de l'Agriculture et de la Pêche (Ministry of Agriculture and Fisheries). 
Il prend son nom définitif en 1955 avec davantage de responsabilités dans l'industrie alimentaire, l'agriculture et l'industrie de la pêche britanniques, un nom qui a perduré jusqu'à ce que ce ministère soit dissout en 2002. 
Ses responsabilités ont été fusionnées dans le département de l'Environnement, de l'Alimentation et des Affaires rurales (Defra).